# Studentorkester
Studentorkester, orkester vid högskola eller universitet som utövar studentmusik. Förekommer främst i Sverige och Norge men även i mindre utsträckning i Finland, Tyskland, Nederländerna och Estland.
De flesta av Sveriges studentorkestrar är organiserade genom föreningen Riks-SMASK. På deras webbplats definieras studentmusik som "En humoristisk respektlös form av musik[...]utövning, oftast framförd i akademiska sammanhang, där den fulla spel- och sång[...]glädjen och inte nödvändigtvis den konstnärliga ekvilibristiken kommer i första hand".
Till många studentorkestrar hör en studentbalett.

## Instrumentbesättning
Studentorkestrars sammansättning kan variera kraftigt mellan olika orkestrar, och i vissa fall även över tiden. Vissa orkestrar har en fast sättning som man alltid försöker hålla sig till, andra anpassar sig snarare efter vilka musikanter som finns att tillgå. De vanligaste sättningarna är olika varianter av blåsorkester eller
storband, men allt från symfoniorkester (Chalmers Barockensemble) till trumkår (TT-kåren) förekommer. Det hör till traditionen i vissa mer studentikosa orkestrar att spela på okonventionella instrument som
Chalmers Barockensembles ständigt förekommande toalettstol.
Orkestrarnas storlek kan variera från bara några få medlemmar till de sjuttiofem musikanter som LiTHe Blås lyckades uppbåda till sina spelningar på STORK i Uppsala 2008.

## Repertoar
Studentorkestrars repertoar kan inbegripa det mesta. Orkestrar med blåsorkestersättning spelar ofta marscher, storband spelar ofta swing, osv. Det är dock vanligt med vilda hopp mellan så skilda genrer som
tradjazz, schlager och disco, ibland till och med i samma musikstycke. Fyndiga arrangemang av populära musikstycken är ett typiskt inslag i studentmusiken.
Många studentorkestrar spelar både för sittande publik och till dans när så krävs. Vissa studentorkestrar marscherar gärna, andra gör det endast vid särskilda tillfällen såsom vid SOF och STORK, och ytterligare andra sätter värde i att inte marschera alls.

## Musikalisk kvalitet
Som förstås av definitionen av studentmusik i artikelns inledning är studentmusiker inte i första hand virtuoser på sina instrument, även om lysande undantag förekommer. Vissa orkestrar hävdar med stolthet att man inte behöver några vidare stora förkunskaper för att delta; man ser i stället orkestern som en ypperlig möjlighet att lära sig att traktera sitt instrument. De mer ambitiösa studentorkestrarna kan å andra sidan hålla en mycket hög musikalisk kvalitet, och det förekommer också att blivande yrkesmusiker börjar sin bana i en studentorkester. Som allt annat i en studentorkester varierar ambitionsnivån ofta i takt med att medlemmarna byts ut.

## Skämt, spex och gyckel
Vissa studentorkestrar underhåller främst genom sin musik, men de flesta varvar musiken med olika komiska inslag. Det är inte ovanligt att använda trollkonster, akrobatik och ordvitsar för att underhålla publiken medan musikerna vilar sig och baletten byter om. Chalmers Barockensemble baserar i stället själva musiknumren på vitsigheter, som att spela klassiska stycken "upp-och-ned" eller på ovanliga instrument som "statuscymbaler" (navkapslar från en Mercedes) eller
"rektangel".

## Namn
Det är något av en sport bland studentorkestrar att ha ett så fyndigt namn som möjligt, gärna med anknytning till medlemmarnas studieområde eller geografiska ursprung. Udda stavningar som AllianceOrchestret
och Phontrattarne är också ett vanligt grepp. Se listan över studentorkestrar nedan för fler exempel.

## Studentbaletter
Många orkestrar uppträder tillsammans med en balett. Baletten kan vara helt kvinnlig eller blandad, men även strikt manliga baletter förekommer då och då. Dansarna har oftast en omfattande
garderob med en kostymuppsättning för varje nummer. Ofta uppträder baletten i varannan låt så de får tid att klä om och vila däremellan.
Baletternas namn anknyter ofta till respektive orkesters, till exempel Blåshjuden och Inälfvorna, Dragskåpet och
Dragetten eller Mistluren och Mistlåhren.

## Turnéer och andra evenemang
Ett viktigt inslag i studentorkestrarnas liv är turnéer. Man reser gärna utomlands, lika mycket för att spela som för att ha roligt.  Det vanliga förfarandet är att man abonnerar en buss och fyller den med musikanter och drycker.
Man reser även ofta till det största evenemanget för studentorkestrar i Sverige, nämligen Studentorkesterfestivalen som arrangeras i
Linköping udda år med förkortningen SOF, och i Uppsala jämna år med förkortningen STORK.

## Manligt och kvinnligt inom studentorkestrar
I universitetsvärlden fanns i många år endast manliga studenter. Även efter att kvinnor fått tillträde till högskolans utbildning var de i stor utsträckning utestängda från studentkårernas sociala aktiviteter.
Därför var även de flesta studentorkestrar som grundades fram t.o.m. 1960-talets början från början strikt manliga. Som exempel kan nämnas Hornboskapen (1843)[källa behövs],
Allianceorchestret (1948)[källa behövs],
Blåshjuden (1952) och
Tongångarne (1962).
På många håll grundades studentbaletter under 1950-talet och framåt. Kvinnliga studenter som inte fick delta i orkestern hänvisades till baletten, där å andra sidan inga män var välkomna.
Gränserna har med tiden luckrats upp och alla svenska studentorkestrar har med tiden blivit blandkönade[källa behövs], de sista under 2000-talets början. Även de flesta baletter tar nu in både män och kvinnor, åtminstone på papperet. Undantag finns främst bland herrbaletterna, till exempel
Borrsvängarne
och Misstagen från Göteborg, vars hela idé bygger på att det är just herrar i mer eller mindre vågad klädsel som dansar.

## Uniformer

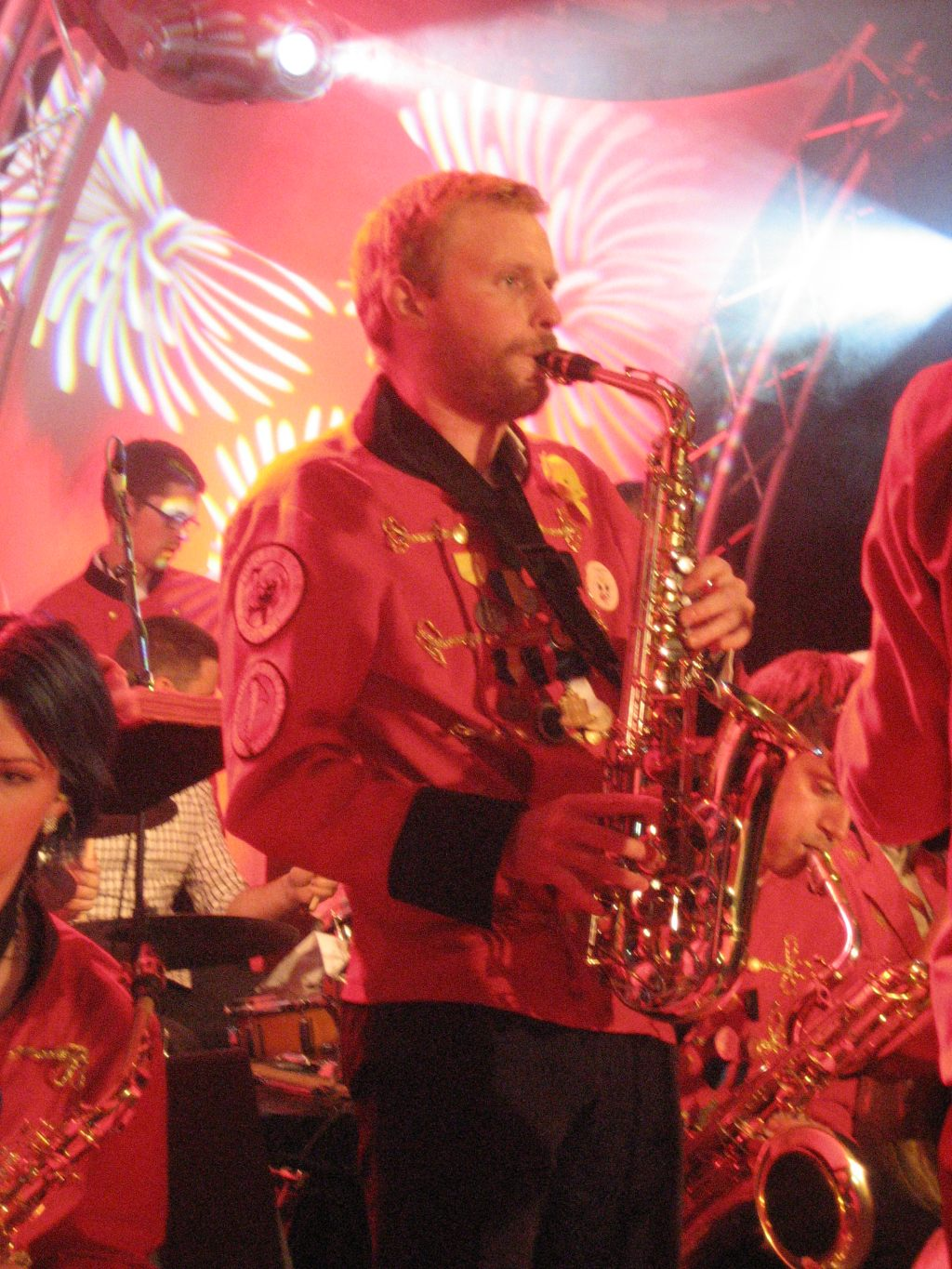
Tongångare i uniform, i typisk konsertmiljö

I stort sett alla studentorkestrar har någon form av uniform; på festivalerna kan ses allt från Tongångarnes röd-och-guldglänsande jackor och blankputsade skor till
Attraktionsorkesterns röda
overaller. Bland vissa teknologorkestrar (Allianceorchestret, Teknologorkestern Humpsvakar) utgörs uniformen av frack med olika tillbehör, en tradition som troligen har sitt ursprung i den gamla s.k. spyfracken som var en vanlig festklädsel på högskolorna före 1970-talet.
De flesta orkestrar använder uniformerna både till konsert och till fest, och plaggen får därmed med åren en viss
patina. En del tvättar uniformen vid behov, hos andra är detta tabu.
Det hör till traditionen i de flesta studentorkestrar att såväl deltagande i olika aktiviteter som andra individuella prestationer belönas med medalj, så musikanternas jackor kan vara mer eller mindre behängda med dylika.

## Studentorkestrar

### Sverige

#### Gävle
- Geflabandet (vilande)

#### Göteborg
- Allianceorchestret och Chalmersbaletten
- Blåshjuden och Inälfvorna
- Chalmers Barockensemble
- Mistluren och Mistlåhren
- Munwedret (vilande)
- Patriciabaletten och Tongångarne

#### Halmstad
- Salmonikerna

#### Jönköping
- Utblås1

#### Linköping
- LiTHe Blås
- Lusen Big Band
- Röda Arméns Gosskör

#### Luleå
- Luhrarne

#### Lund
- Academimusiccorpset Bleckhornen
- Alte Kameréren

#### Malmö
- Pulpahornen

#### Norrköping
- Nuts² (nedlagd)

#### Ronneby
- Vågspelet (vilande)

#### Stockholm
- Blåslaget och Dragplåstret
- Kårsdraget
- Mercblecket (vilande)
- Osquar Mutter (vilande)
- Promenadorquestern och med Baletten Paletten (PQ)
- 1. Skalär MusikKåren (SMusK) och Baletten Skaletten (vilande)

#### Sundsvall
- Gjallarhornen (vilande)

#### Umeå
- Snösvänget

#### Uppsala
- ab Kruthornen - Västmanlands-Dala nation
- Attraktionsorkestern - Norrlands nation
- Bocktaktarna
- Dragskåpet - Farmacevtiska Studentkåren
- Glansbandet - Medicinska föreningen
- Glasblåsarna - Smålands nation
- Hornboskapen - Södermanlands-Nerikes nation
- Salongsorkestern - Norrlands nation
- SiGHstinska Kapellet - Gästrike-Hälsinge nation
- Svenska Showorkestern Phontrattarne - Norrlands nation
- Tupplurarna - Uppsala teknolog- och naturvetarkår
- Wermeslaget - Värmlands nation (vilande)
- Wijkmanska Blecket - Uplands nation
- Östgöta Nationskapell - Östgöta nation

#### Växjö
- Isterbandet

#### Örebro
- Schwamparna (vilande)

#### Östersund
- Republikorkestern (vilande)

### Norge

#### Bergen
- Direksjonsmusikken
- Force Marsjør Juzz-Band
- Medisinsk Blæse- og Spadserensemble
- Musikselskabet Larmonien
- Teknolikken

#### Trondheim
- Dei Taktlause
- Musikerlåfte' med medlemsorkestrar
- Strindens Promenade Orchester
- TapHel & Toddy
- Berseblæsten
- Dragern

#### Oslo
- Biørneblæs
- Pamphen BI-Harmoniske
- Corpsus Juris

#### Tromsø
- Ompagniet

### Finland

#### Esbo
- Teknologorkestern Humpsvakar och Rumpskakar
- Retuperän WBK (Retuändas Spritvilliga Brandkår)

#### Helsingfors
- SOSSu (Savolaisen Osakunnan Soitannollinen Seura)

Uleåborg
- Teekkaritorvet

#### Åbo
- Axelbandet
- SOHOn Torwet (SOHO:s Horn)

### Tyskland
- Allmand Chaoten Orchester, Stuttgart
- AKA Blas, Braunschweig